# 停止位置目標

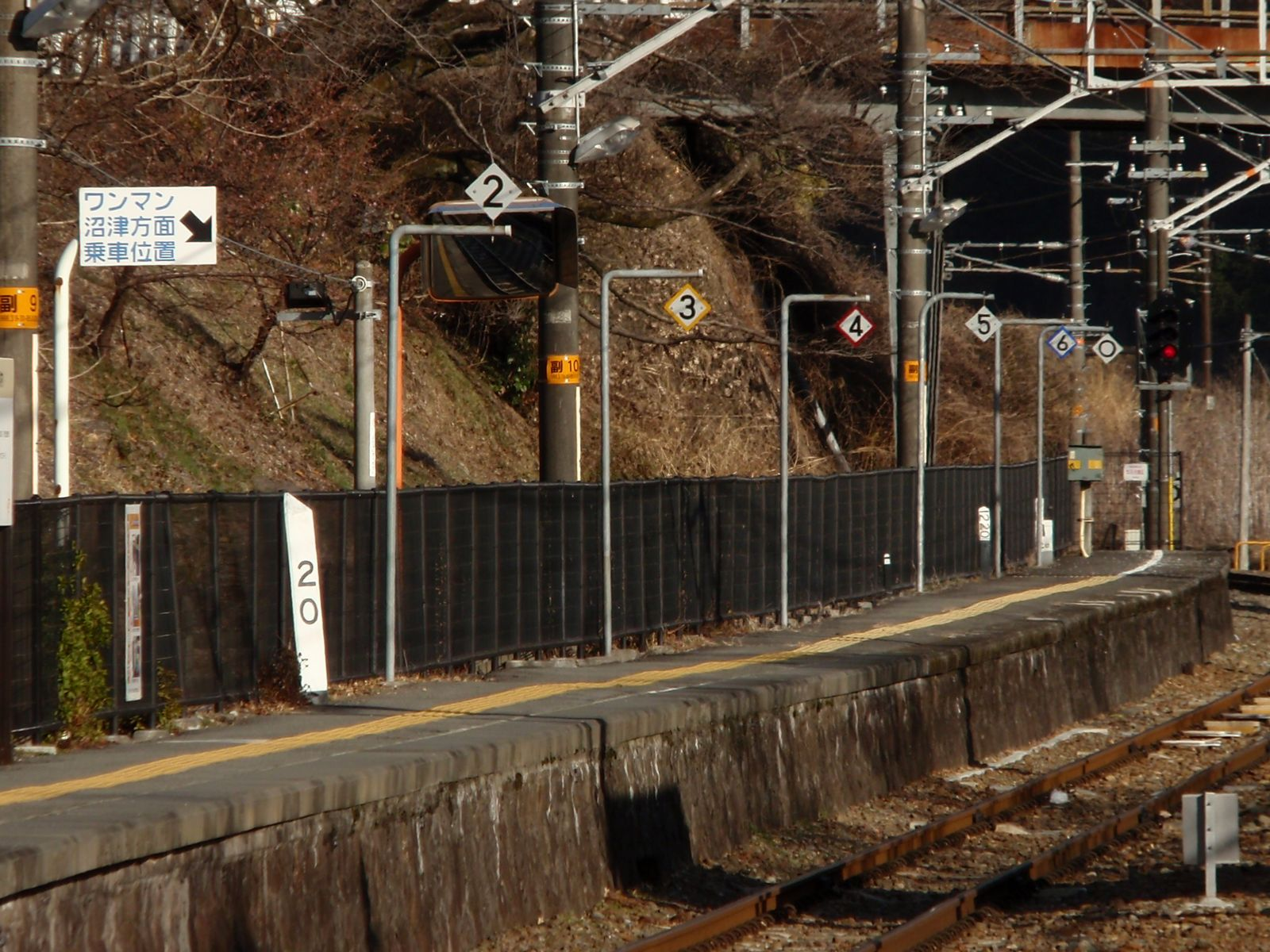
ホーム上に複数の停止位置目標が設置されている事例（JR東海谷峨駅）

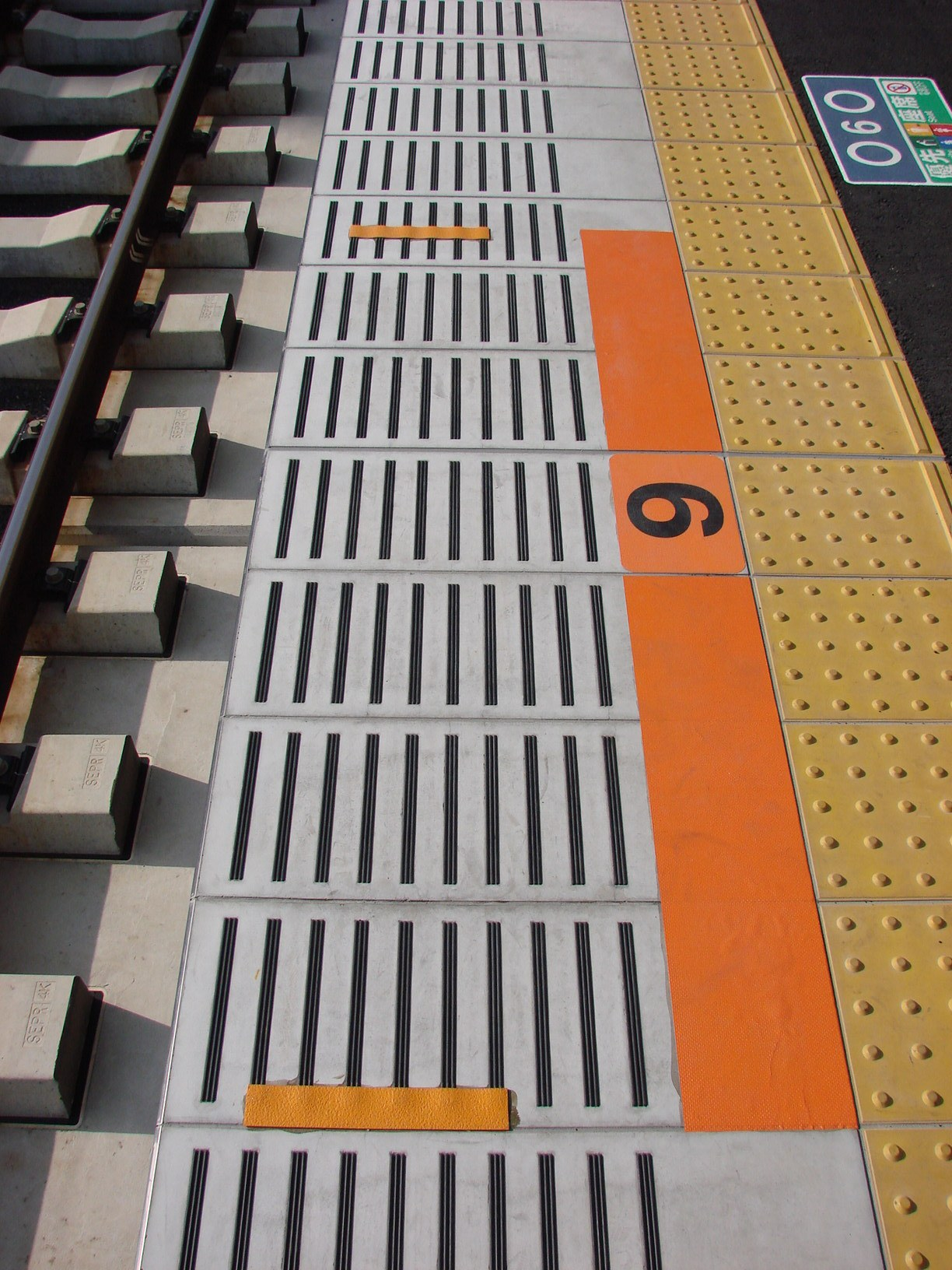
ホーム上に設置された車掌用の停止位置目標

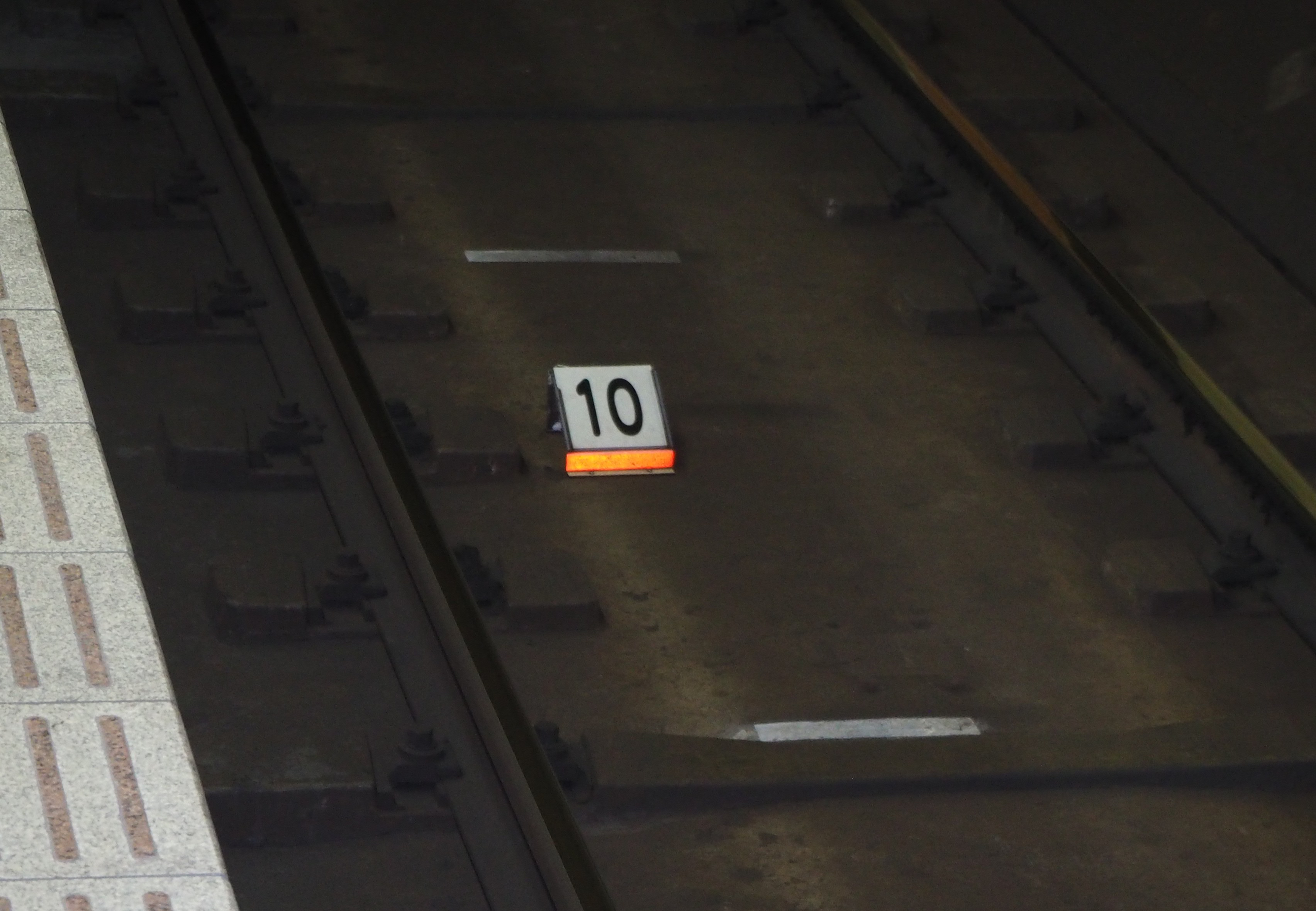
線路上に設置された停止位置目標（神保町駅）

停止位置目標（ていしいちもくひょう）は、主に鉄道駅の線路周辺に設置してある、運転士あるいは機関士が列車を停止させる位置を示す目標物。

## 概要
呼び名は停目、列車停止目標、列車停止位置目標とも。記載されている数字の編成両数の列車または電車、気動車は先頭をこの標に合わせて停止しなければならないことを示す。地下鉄などで建てる位置が無い場所や、地上線区でも一部の私鉄では枕木に停止位置目標を設置していることがある。車掌用に列車が正常に停車したか確認するための停車位置目標をプラットホーム端部にペイントなどで設置する事例も見られる。

## 様式
列車停止目標の形や色は鉄道事業者によって様々なものが用いられる。JR西日本では黒の背面板で視認性を向上させている。また、周囲に比べ暗い位置に設置する場合はLEDで枠取りすることで見やすくすることもある。

「×」印の停止位置目標は数字に示されていない長編成の列車全てに対して停止しなければならない位置を示す（鉄道事業者によっては「×」のほか「○」などを採用することがある）。「併」印は車両の併合を行うときの停止位置を示している。

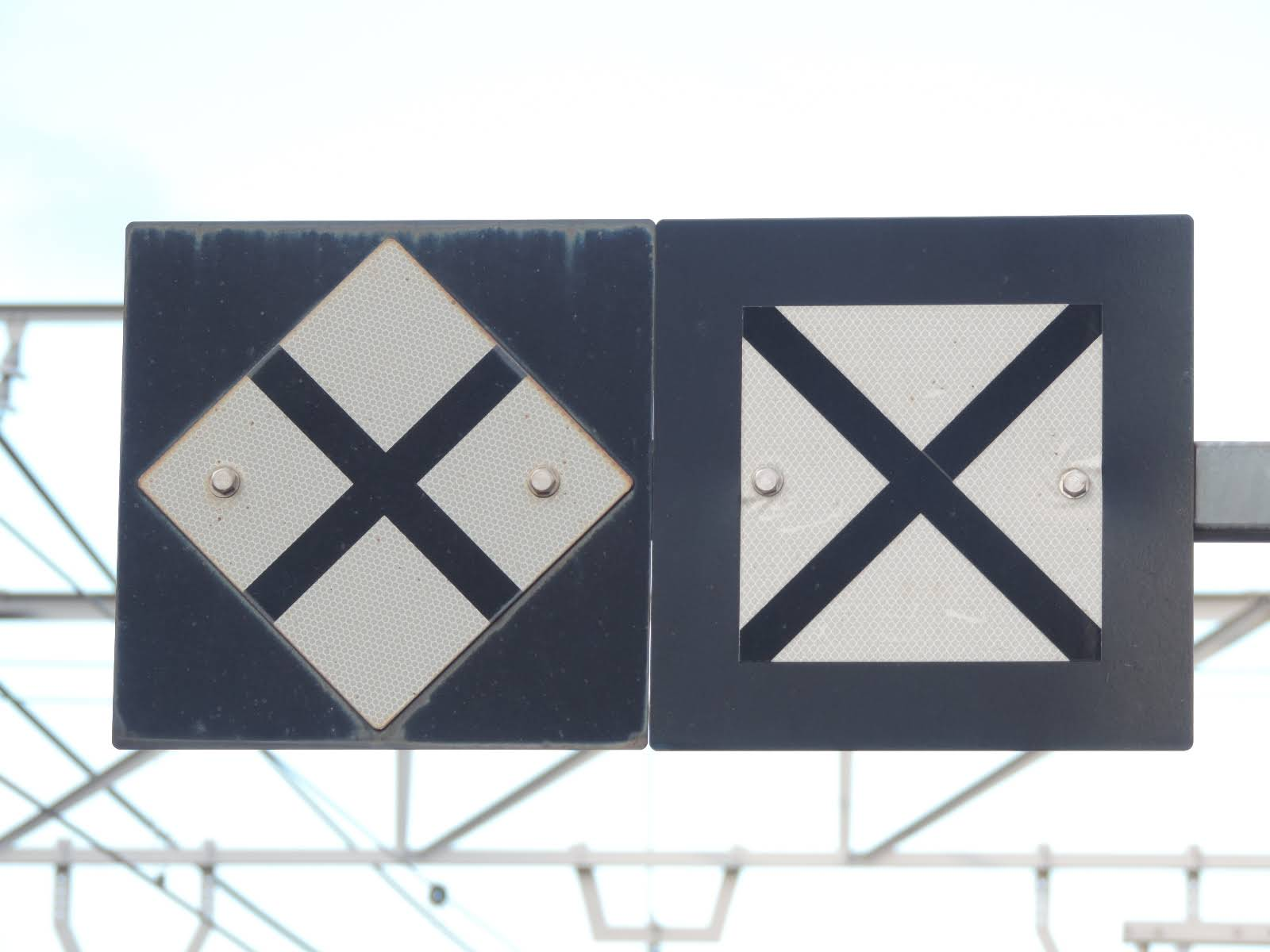
最長編成用の停止位置目標。JR西日本では左の菱型の物が電車・気動車用、右の四角形の物が客車列車用として使い分けられている[5]。
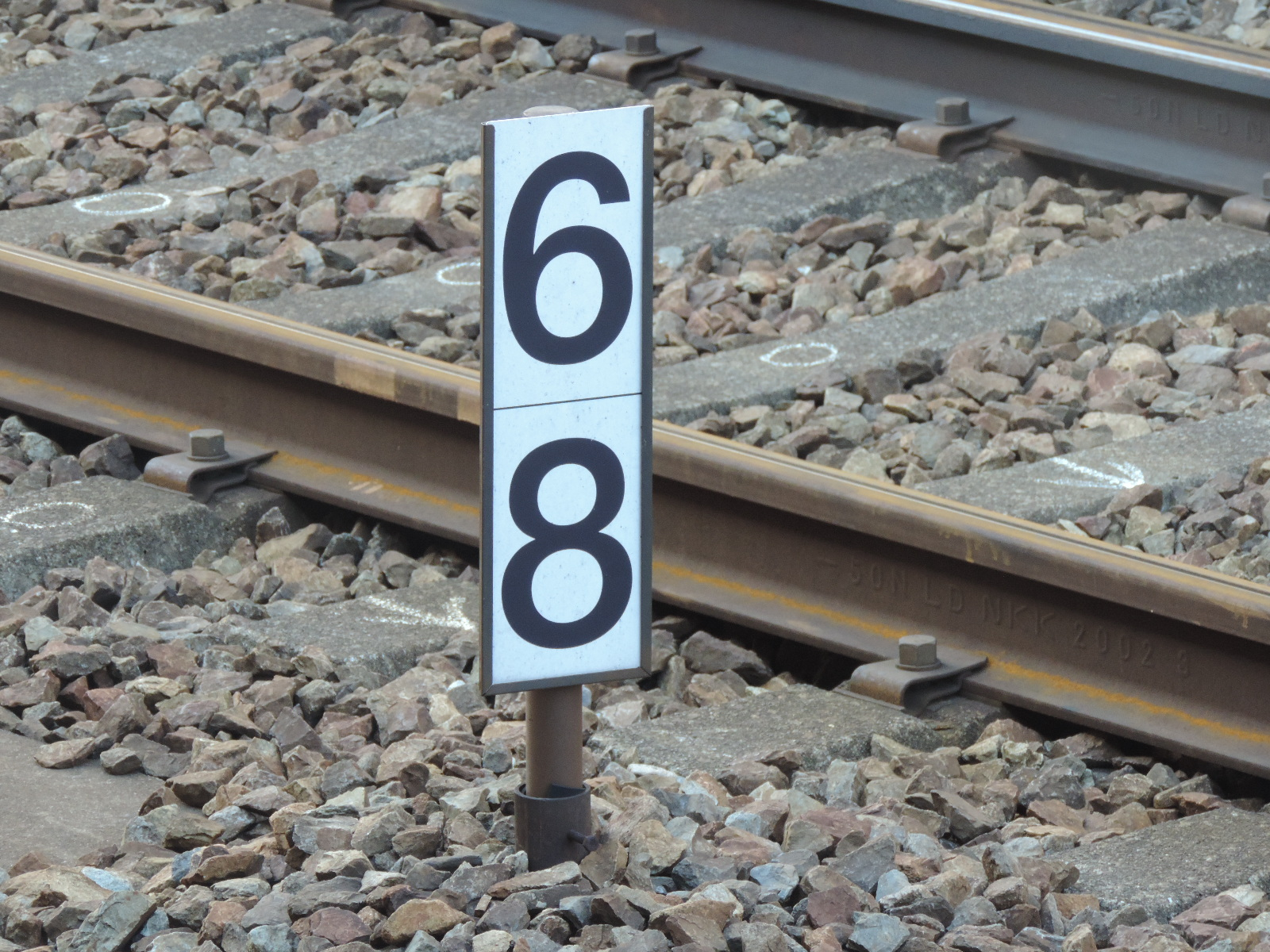
阪急塚口駅の停止位置目標
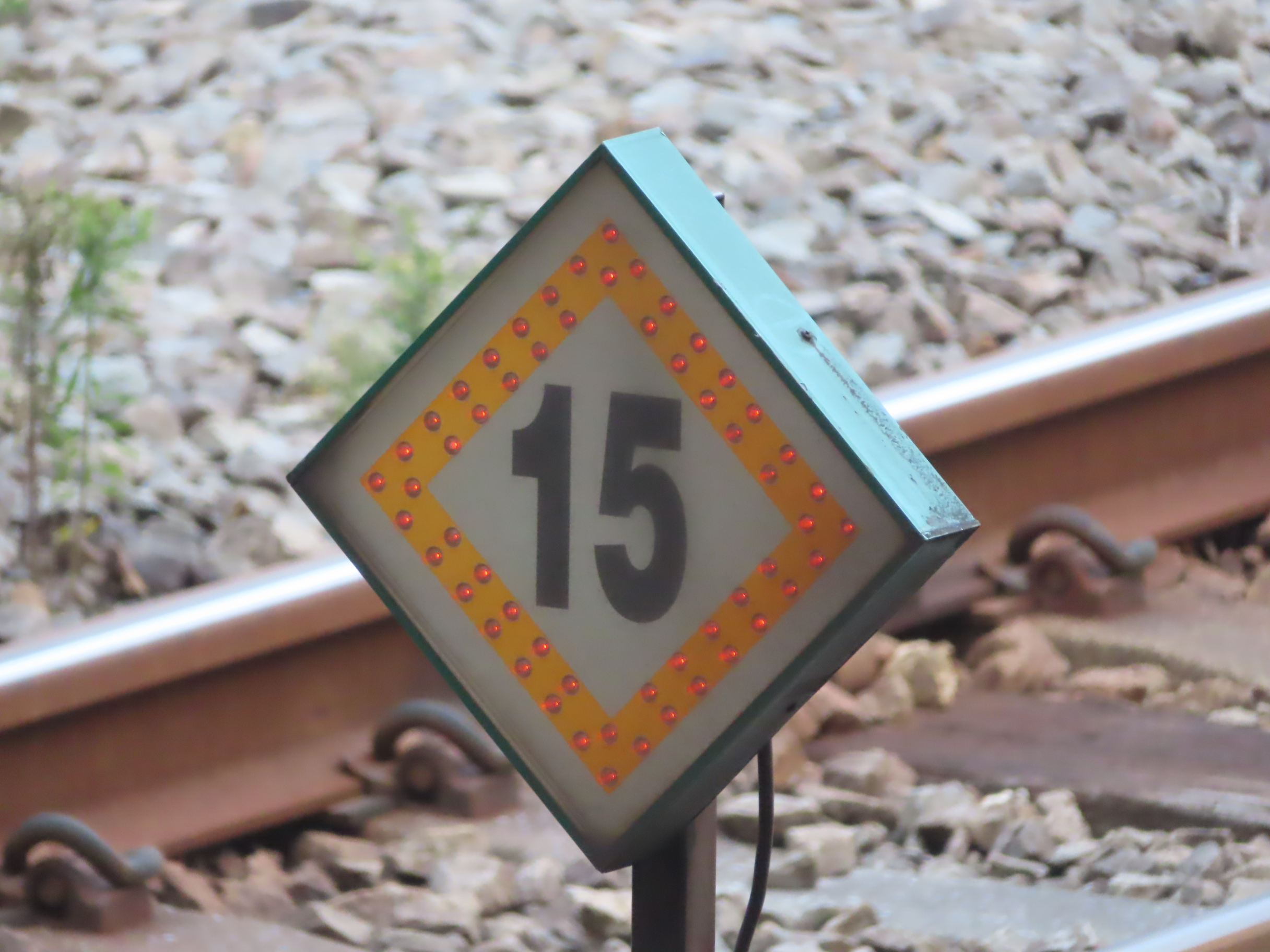
JR東日本新宿駅の停止位置目標。LEDで枠取りされている。
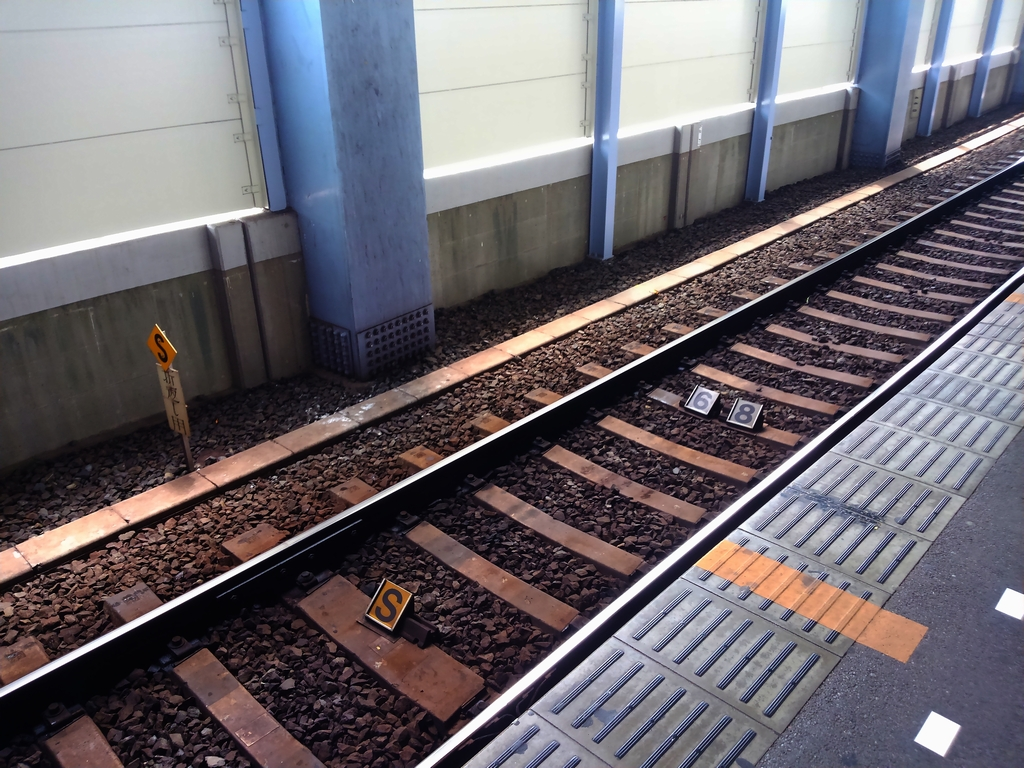
枕木上に複数の停止位置目標が設置されている事例（京成青砥駅）